# Западное Каванго
За́падное Кава́нго (англ. Kavango West Region) — является одной из 14 административных областей Намибии. Область образована 8 августа 2013 года путём разделения области Окаванго на Западное и Восточное Каванго. Площадь — 23 166 км². Население — 107 505 чел. (2011). Административный центр — город Нкуренкуру.

## География

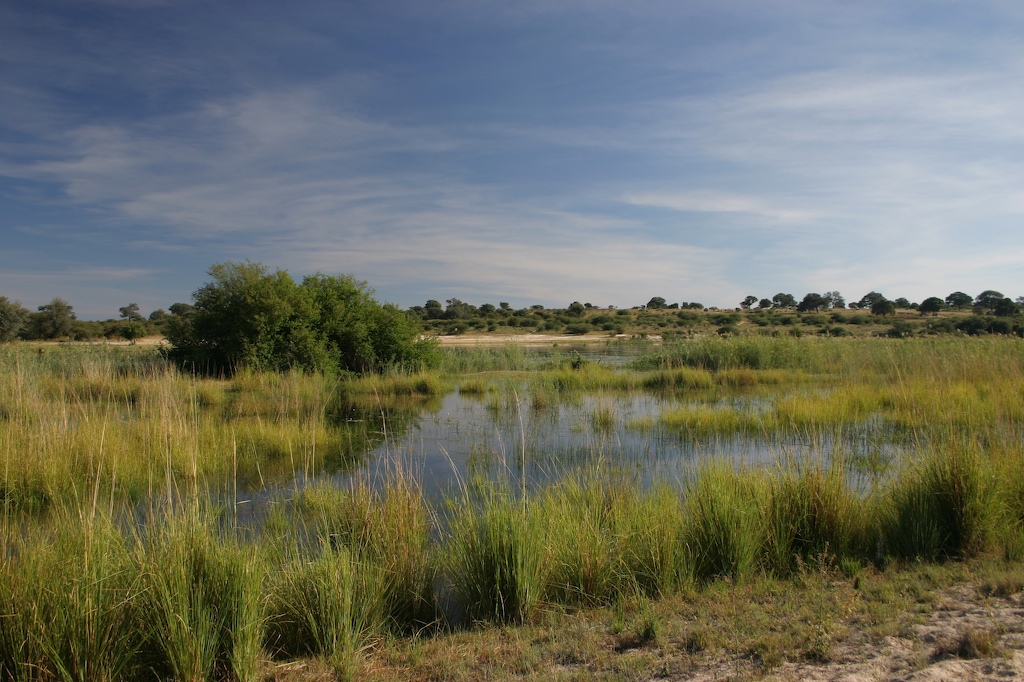
На реке Окаванго

Область находится на северо-востоке страны. На севере граничит с Анголой по реке Окаванго.
На территории области Западное Каванго расположен национальный парк Мангетти.

## Население
Названа по имени проживающей здесь народности каванго.

## Административное деление
В административном отношении область Западное Каванго подразделяется на 8 избирательных районов.
- Kapako
- Mankumpi
- Mpungu
- Musese
- Ncamagoro
- Ncuncuni
- Nkurenkuru
- Tondoro